# Tephrina pallidaria
Tephrina pallidaria là một loài bướm đêm trong họ Geometridae.